# ألفا روميو 6 سي
ألفا روميو 6 سي (بالإنجليزية: Alfa Romeo 6C) هي سيارة تم تصنيعها من قبل ألفا روميو الإيطالية.

## معرض صور

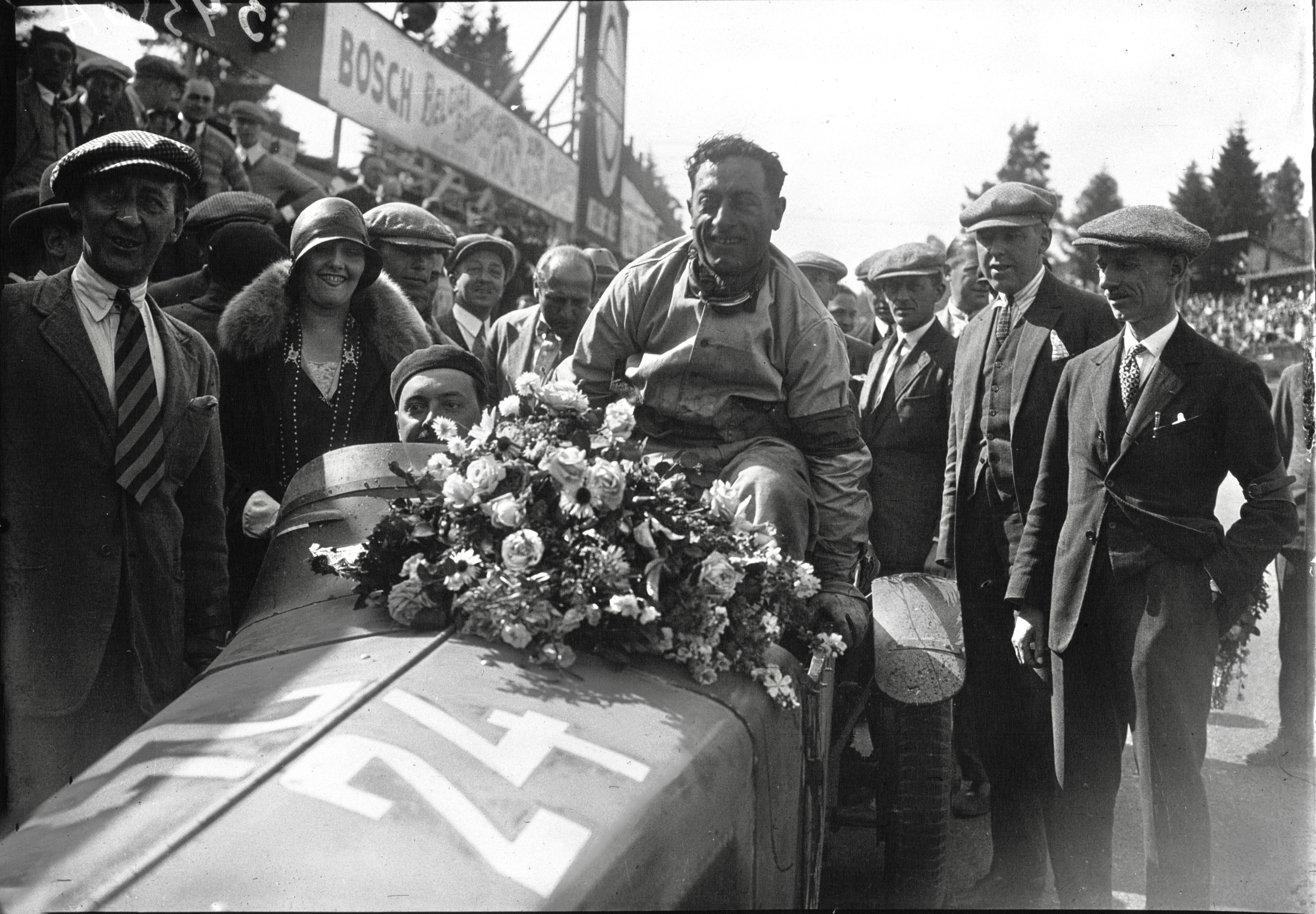
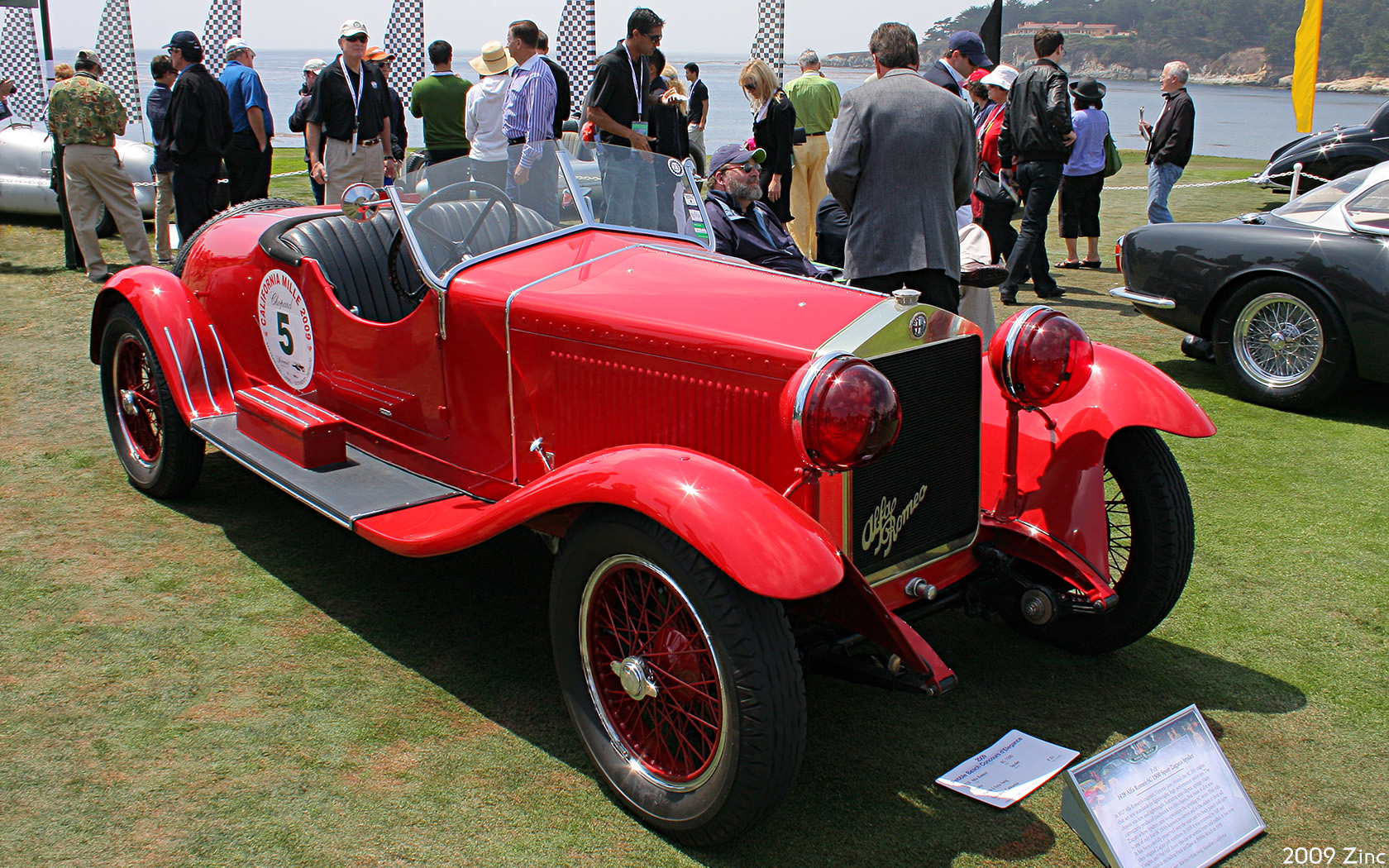
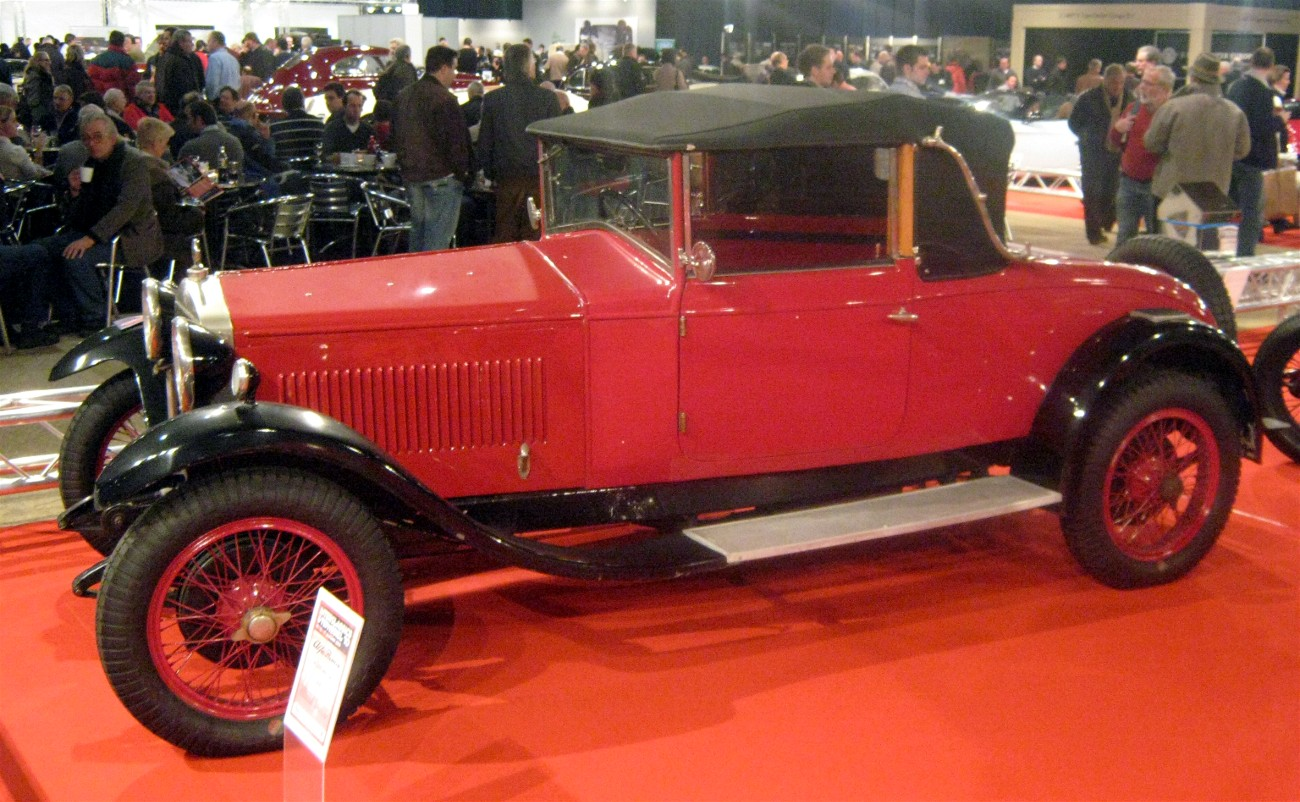